# Фейруз Мустафаєв
Фейруз Раджаб огли Мустафаєв (18 жовтня 1933 — 7 липня 2018) — Азербайджанський політик, виконувач обов'язків Прем'єр-міністра Азербайджану з 4 квітня до 14 травня 1992 року.